# Брендан Глийсън
Брендан Глийсън (на английски: Brendan Gleeson) е ирландски театрален и филмов актьор, носител на награди „Еми“, „Сателит“ и три „Ирландски телевизионни и филмови награди“, номиниран за две награди БАФТА и три награди „Златен глобус“. Известни филми с негово участие са „Далече, далече“, „Смело сърце“, „Мисията невъзможна 2“, „Шивачът от Панама“, „A.I.: Изкуствен интелект“, „28 дни по-късно“, „Бандите на Ню Йорк“, „Студена планина“, „Троя“, „Небесно царство“, „Хари Потър и Огненият бокал“, „Хари Потър и Орденът на феникса“, „В бурята“, „Хари Потър и Даровете на Смъртта“ и други.

## Биография
Брендан Глийсън е роден на 29 март 1955 г. в Дъблин, Република Ирландия в семейството на Пат и Франк Глийсън. Още от ранна възраст Брендан се увлича по актьорската игра и участва в множество училищни представления. Дипломира се в Университета на Дъблин и започва работа като офис служител в здравния борд, също така участва в Дъблинския Шекспиров фестивал. По съвет на директора на фестивала кандидатства и е приет в Кралската академия за драматично изкуство в Лондон. След дипломирането си, се завръща обратно в Ирландия, където работи като учител и продължава да играе в различни театрални постановки. След десет години Глийсън се отказва от преподавателската си кариера и се концентрира в актьорската си професия.
Брендан живее със семейството си в Малахайд, графство Дъблин, Ирландия. От 1982 г. е женен за Мери Глийсън с която имат четирима синове – Фъргюс, Рори, Браян и Донал.

## Кариера
Дебюта му е през 1989 г. с малка роля във филма „Наказателят“, с участието и на Долф Лундгрен. Известност в Ирландия придобива с ролята си на Майкъл Колинс в телевизионния филм „The Treaty“. След множество второстепенни роли той прави своя пробив в киното във филма „Смело сърце“, под режисурата и с участието на Мел Гибсън.
След „Смело сърце“, Глийсън започва да участва в много високобюджетни холивудски продукции, между които „Мисията невъзможна 2“, „A.I.: Изкуствен интелект“, Бандите на Ню Йорк, „Студена планина“, „Троя“ и три части от филмовата поредица за Хари Потър. С участието си в четвъртия филм от поредицата – „Хари Потър и Огненият бокал“ Глийсън започва да се радва и на почитатели и сред по-младата част от публиката. Изиграва ролята си убедително и с голям успех.

## Избрана филмография
- „Наказателят“ (1989)
- „The Treaty“ (Тв филм, 1990)
- „Полето“ (1990)
- „Далече, далече“ (1992)
- „На запад“ (1992)
- „The Snapper“ (Тв филм, 1993)
- „Смело сърце“ (1995)
- „Отвлечен“ (Тв филм, 1995)
- „Майкъл Колинс“ (1996)
- „Турбуленция“ (1997)
- „I Went Down“ (1997)
- „Генералът“ (1998)
- „Това е баща ми“ (1998)
- „Суити Барет“ (1998)
- „Спокойното езеро“ (1999)
- „Мисията невъзможна 2“ (2000)
- „Harrison's Flowers“ (2000)
- „Шивачът от Панама“ (2001)
- „Изкуствен интелект“ (2001)
- „28 дни по-късно“ (2002)
- „Бандите на Ню Йорк“ (2002)
- „Мръсно синьо“ (2002)
- „Студена планина“ (2003)
- „Троя“ (2004)
- „Селото“ (2004)
- „Six Shooter“ (късометражен, 2004)
- „Небесно царство“ (2005)
- „Закуска на Плутон“ (2005)
- „Хари Потър и Огненият бокал“ (2005)
- „Опашката на тигъра“ (2006)
- „Black Irish“ (2007)
- „Хари Потър и Орденът на феникса“ (2007)
- „Беулф“ (2007)
- „В Брюж“ (2008)
- „В бурята“ (Тв филм, 2008)
- „Тайната на Келската книга“ (анимация, 2009)
- „Зелената зона“ (2010)
- „Хари Потър и Даровете на Смъртта: Първа част“ (2010)
- „Големият полицай от малкия град“ (2011)
- „Секретна квартира“ (2012)
- „Гарванът“ (2012)
- „Пиратите! Банда неудачници“ (анимация, 2012)
- „Смърфовете 2“ (2013)
- „Разпятие“ („Calvary“, 2014)
- „На ръба на утрешния ден“ (2014)
- „Песента на морето“ (анимация, 2014)
- „В сърцето на морето“ (2015)
- „Assassin's Creed“ (2016)
- „Баншите от Инишерин“ (2022)